# Gawrony (województwo dolnośląskie)
Gawrony – wieś w Polsce położona w województwie dolnośląskim, w powiecie lubińskim, w gminie Rudna.

## Podział administracyjny
W latach 1975–1998 miejscowość administracyjnie należała do województwa legnickiego.

## Nazwa
Nazwa miejscowości wywodzi się od gawrona (Corvus frugilegus) gatunku ptaka z rodziny krukowatych. W księdze łacińskiej Liber fundationis episcopatus Vratislaviensis (pol. Księga uposażeń biskupstwa wrocławskiego) spisanej za czasów biskupa Henryka z Wierzbna w latach 1295–1305 miejscowość wymieniona jest w zlatynizowanej formie Gawroni.